# José Durand Flórez
José Durand Flórez (Lima, 22 de diciembre de 1925 - 1 de julio de 1990) fue un escritor, folclorista e historiador peruano, investigador de la música criolla y afroperuana y especialista en el Inca Garcilaso de la Vega. Perteneció a la Generación del 50.

## Biografía
Sus padres fueron el huanuqueño Guillermo Durand Fernández Maldonado, hermano del político Augusto Durand, y de la limeña María de las Mercedes Flórez y Gutiérrez de Quintanilla. Hermano menor del arzobispo Ricardo Durand Flórez. Inició sus estudios en el Colegio jesuita de la Inmaculada, prosiguiéndolos en la Universidad Católica del Perú (1942-1944) y la Universidad de San Marcos (1945-1946), donde optó los grados de Bachiller en Humanidades (1949) y Doctor en Filosofía (1949). Pasó a El Colegio de México (1947-1948), donde participó en seminarios de investigación literaria y lingüística e historia de las ideas, desempeñándose luego como investigador (1949-1952), instructor y asistente (1950-1952), a la vez que trabajaba como catedrático ayudante en la Universidad Nacional Autónoma de México.
A su retorno al Perú, fue profesor en la Escuela Normal Central (1953) y en la Universidad de San Marcos (1953-1960). Marchó a Francia, donde enseñó en la Facultad de Letras de la Universidad de Toulouse (1963-1967). Se mudó a los EE. UU. donde trabajó como lector en la Universidad de California (1968), profesor visitante (1968-1969) y a tiempo completo (1969-1975) en la Universidad de Míchigan en Ann Arbor, y desde 1975 en la Universidad de California en Berkeley hasta su jubilación.
Dictó cursos en las universidades de Ohio (1972), North Carolina (1974) y la UNAM (1976).

## Obras
- La idea de la "honra" en el Inca Garcilaso (con un apéndice sobre las Ideas neoplatónicas del Inca Garcilaso). Tesis doctoral, 1949.
- Ocaso de sirenas. Manatíes en el siglo XVI (México, 1950).
- La transformación social del conquistador (México, 1953).
- Gatos bajo la luna (1960).
- El Inca Garcilaso, clásico de América (1976).
- Edición facsimilar de La Gaceta de Lima (1982-1984).
- Desvariante (1987).